# Spetsgård

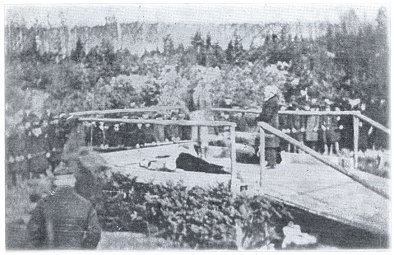
Bönder i bakgrunden bildar spetsgård vid avrättningen av Gustav Adolf Eriksson Hjert 1876.

Spetsgård bildades vid offentliga avrättningar i Sverige när folk blev utkommenderade till avrättningsplatsen. Man skulle bilda två ringar av män runt den dödsdömde med långa käppar. Den inre karlringen höll käpparna åt ett håll och den yttre karlringen åt det motsatta hållet i kors mot den inre ringens käppar.
Enligt folktron skulle den dödsdömde bli fri och domen mista sin kraft, om den dödsdömde strax före avrättningen lyckades kasta sig över de två ringarna och rymma. Även om denna uppfattning sedan länge förlorat juridiskt värde var man alltid noga med organiseringen av spetsgårdarna så att den dödsdömde inte lyckades fly eller försöka, så denne måste släpas tillbaka till avrättningsplatsen.
Dessutom ansågs avrättningen ha ett pedagogiskt värde och vara ett välkommet avbrott i vardagen med skådespel för befolkningen. Folk strömmade till från byar och gårdar, från gästgiverier och förbiresande. Försäljarna hade goda dagar i närheten till avrättningsplatsen. Den dömdes färd till avrättningsplatsen följdes också av folk längs vägkanten.